# William Fitzwilliam Owen
Pour les articles homonymes, voir Owen.
Le vice-amiral William Fitzwilliam Owen, né le 17 septembre 1774 à Manchester, Angleterre et mort le 3 novembre 1857 à Saint-Jean, Nouveau-Brunswick, est un officier de marine et explorateur britannique. Il est notamment connu pour sa reconnaissance des côtes africaines et pour ses études sur les grands lacs canadiens.
Owen a entièrement cartographié la côte africaine orientale, du Cap jusqu'à la corne somalienne entre 1821 et 1826.
En 1832, il dessine une carte précise de côtes de Madagascar. 